# Onthophagus micropterus
Onthophagus micropterus là một loài bọ cánh cứng trong họ Bọ hung (Scarabaeidae).